# El Altet
El Altet,  a veces denominado El Alted (en valenciano L'Altet), es una pedanía del municipio español de Elche, en la provincia de Alicante. Cuenta con una población de 6075 habitantes (INE, 2018). Dentro de su término pedáneo se ubican el aeropuerto de Alicante-Elche y la playa de El Altet, con bandera azul. Desde el siglo XIX se ha planteado varias veces la posibilidad de segregar la localidad del municipio al que pertenece.

## Geografía
La población se encuentra en un enclave estratégico, hallándose dentro de su término pedáneo el aeropuerto de Alicante-El Altet, al cual se le conoce comúnmente con el nombre de la pedanía, y situada a 8 km de la capital de la provincia y a 15 km del casco urbano de Elche. El casco urbano de El Altet, que se encuentra atravesado por la antigua carretera Nacional 332 Alicante-Cartagena, a solo un kilómetro de la costa mediterránea. Presenta un clima mediterráneo árido.
La localidad pertenece al término municipal de Elche, en la provincia de Alicante. Desde el siglo XIX, los vecinos de la pedanía han iniciado hasta seis procesos para obtener la segregación de Elche, en ocasiones proponiéndose su anexión al municipio de Alicante, u obtener una mayor autonomía mediante la creación de una entidad local menor. La escasa inversión del ayuntamiento en la localidad, la falta de comunicaciones adecuadas con la ciudad de Elche, la cercanía a la capital de provincia, o la especulación urbanística en el territorio han sido los principales motivos de dichos movimientos.

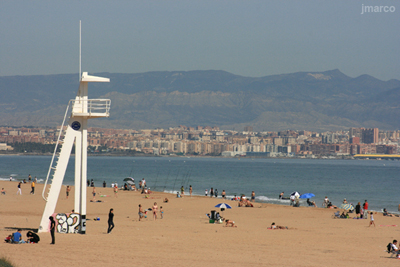
Playa de El Altet, en la bahía de Alicante.

El Altet cuenta con dos playas: la playa de El Altet que se encuentra a 1 km del núcleo urbano, y es un espacio de 2 km de longitud paralelo a un peculiar sistema dunar. Al sur de esta se encuentra la playa y dunas del Carabassí, pertenecientes a la pedanía de Balsares (también perteneciente al término municipal de Elche).

### Unidades poblacionales
El Altet está compuesto por dos núcleos de población: El Altet y Los Limoneros (compartido el segundo con la pedanía de Balsares).
Aunque Arenales del Sol y El Altet formaron parte de la misma pedanía durante muchos años, en el año 1990, y bajo decisión del Ayuntamiento de Elche en pleno proceso para constituirse los vecinos de El Altet como entidad local menor, el Consistorio reconoció a Arenales como «entidad singular». El Altet está próximo a una partida rural, con la que se encuentra muy ligada, denominada Balsares (Els Bassars en valenciano). En este núcleo también se encuentran las urbanizaciones de Las Ballesteras y Prochal.

### Espacios naturales
En el término pedáneo se encuentran los enclaves de la sierra Colmenar, en las inmediaciones de la Ciudad de la Luz; las salinas de El Altet-Aguamarga o Saladar de Aguamarga (antigua Salinera Catalana); y las dunas de El Altet, barrera natural entre la localidad y sus playas. Al sur de la pedanía se encuentra el Fondet de la Senieta, criptohumedal que alberga la Torre del mismo nombre, del siglo XVI, así como vestigios de antiguas norias de sangre, aljibes y una mina transitable que recorre el subsuelo de las dunas conectando el paraje con la playa de El Altet. Otros espacios naturales son los de Las Ballesteras y el Bardalet, antiguas lomas reforestadas con eucaliptos.

## Historia
Siglo XIX
Según el «Diccionario de correos de España» de 1871, la localidad recibía por entonces la correspondencia por Alicante y Murcia. En el año 1881, por primera vez y sin respuesta, y posteriormente en 1889, los vecinos presentaron ante el Gobierno Civil de Alicante sendas solicitudes de segregación del término municipal de Elche para agregarse posteriormente al municipio de Alicante. La falta de respuesta por parte del Ayuntamiento de Elche en ambos casos, a pesar de la insistencia del Gobierno Civil y de la posición a favor del consistorio de la capital alicantina, acabó dando un resultado negativo a las solicitudes vecinales. 
Siglo XX
Durante el siglo XX se produjeron otros tres intentos de independizar a El Altet del término municipal de Elche. En los dos primeros, que tuvieron lugar en 1936 y 1937 y que buscaban la anexión a Alicante, el estado de excepción debido a la guerra civil española dejó en el aire la solicitud. El tercero se produjo durante la década de 1990, encabezado en las elecciones municipales por el PIVA (Partido Independiente Vecinos por El Altet), que obtuvo un gran respaldo de los altetanos (ver registro de partidos del ministerio de interior). La justicia desestimó finalmente la solicitud de entidad local menor para El Altet, en la que continuaría perteneciendo al término municipal de Elche pero con una serie de concesiones administrativas. 
En 1927 la compañía aeropostal francesa creó un aeropuerto rudimentario al norte del caserío de El Altet, conocido como Camp dels Francessos (en castellano, Campo de los Franceses). Más tarde será la compañía aérea «Latecoère» la que se encargue del envío de correo entre Francia, África y Sudamérica. El Altet servía así de escala para esta línea aeropostal de la que fue piloto el escritor Antoine de Saint-Exúpery, creador de la célebre obra «El Principito». En la segunda década del siglo XXI, se mantiene en pie, aunque en estado de avanzada degradación, uno de los muros de los hangares del Campo de los Franceses, bombardeado en 1939 durante la guerra civil española.  
Pedro Salinas, poeta de la generación del 27, pasó varias temporadas estivales en la finca «La Cruz» situada en la ladera de la sierra de Colmenares. En esta propiedad de la familia de su mujer, Margarita Bonmatí Botella, escribió en los primeros años de Segunda República el libro La voz a ti debida, una de sus obras más célebres. Salinas también aprovechó sus estancias veraniegas en El Altet para intercambiar correspondencia con su amigo Jorge Guillén. En una de sus cartas, fechada el 3 de septiembre de 1932 en El Altet, le comenta que se había puesto a trabajar en diez poemas más, los cuales completarían una serie de cincuenta y cinco, esto es, su obra más extensa. En otra de las cartas, fechada cinco años antes, el 13 de septiembre de 1927, hace referencia a la colonización de la playa de enfrente (playa de El Altet) plantando una barraca.
Siglo XXI

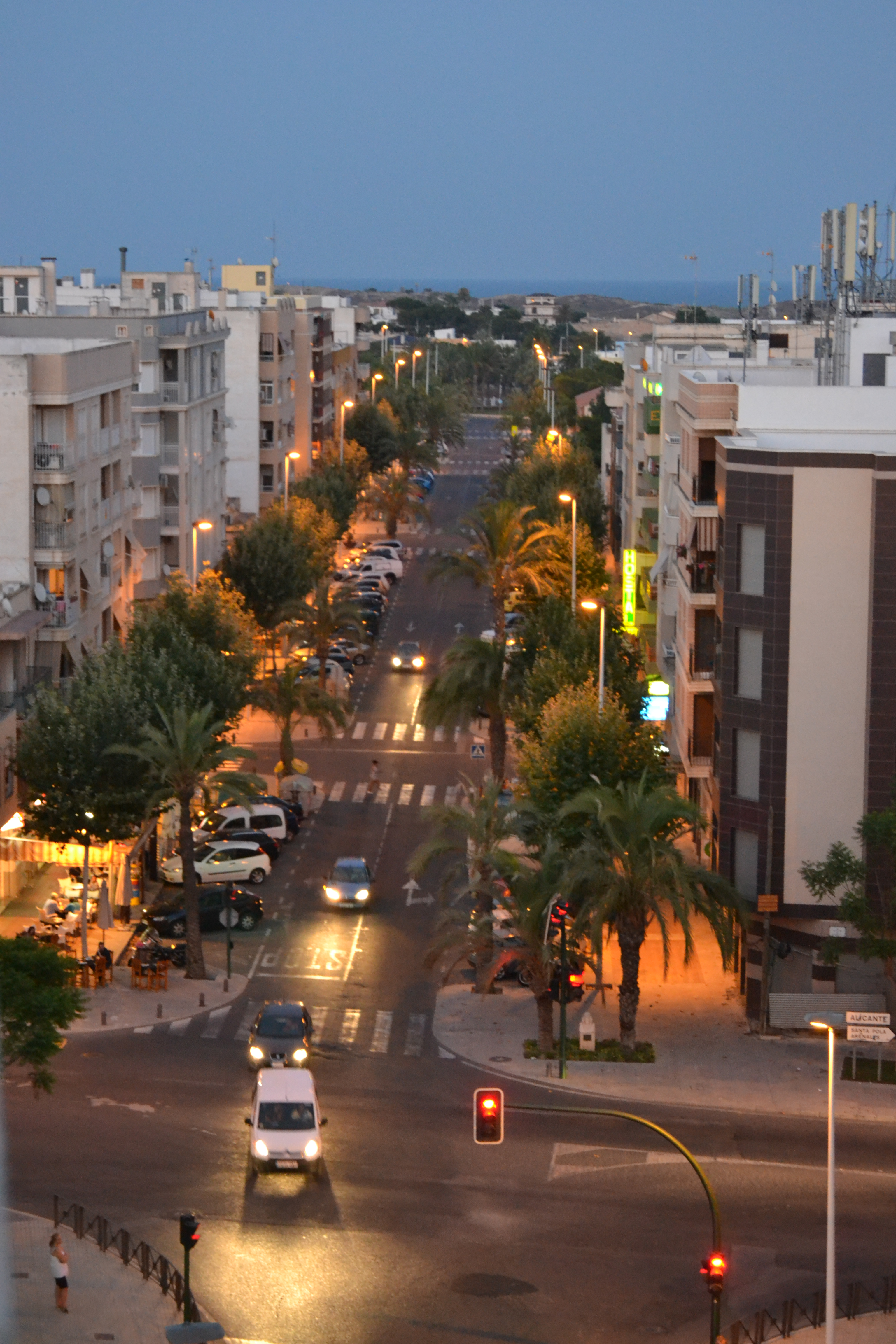
Avenida de la Dama de Elche en 2012

En junio de 2017, la «Asociación Vecinal Nuevo Municipio El Altet-Arenales del Sol» se presentó en la plaza Mayor de la localidad con una gran acogida por parte de los vecinos. El objetivo de esta nueva asociación era estudiar la posibilidad de solicitar la creación de un nuevo municipio formado por las pedanías de El Altet, Arenales del Sol y Los Balsares. La reacción del consistorio ilicitano fue firmar un acuerdo de integridad territorial del término municipal de Elche, apoyado por todos los partidos excepto por Ilicitanos por Elche. Se trataba del sexto intento de los alteatanos para obtener mayor autonomía. Debido a la participación activa del entonces alcalde pedáneo de El Altet, Ángel Soler, en la asociación Asociación Vecinal Nuevo Municipio El Altet-Arenales del Sol, surgieron disputas con el Ayuntamiento de Elche, lo que en agosto de 2018 provocó su dimisión como alcalde pedáneo.

## Demografía
La localidad figuraba en el «Nomenclátor de los pueblos de España» de 1858 con el nombre «Altet» y una población de 301 habitantes. En 1862 se le adjudicaban 404 habitantes y era clasificada como partida rural. La «Gran enciclopedia Larousse», obra en que aparece citada como «El Alted», le daba 1266 habitantes hacia 1967. En el año 2018 contaba con una población de 5645 habitantes (INE, 2018). Durante el año 2021 la población ha superado el umbral de los 6000 habitantes, siendo la población actual empadronada de 6075.

## Folclore
Las fiestas patronales de El Altet honran a su patrón, san Francisco de Asís. Durante las mismas se desarrollan los siguientes eventos: una charanga, un desfile, diversos concursos gastronómicos y una feria. Si bien la fiesta del mencionado santo cae el 4 de octubre, la solemne procesión, presidida por el obispo de la diócesis de Orihuela-Alicante, se celebra el domingo siguiente a dicha fecha; durante la cual se recorren las calles de la partida y participan gran cantidad de altetanos.